# Amblytropidia interior
Amblytropidia interior är en insektsart som beskrevs av Bruner, L. 1911. Amblytropidia interior ingår i släktet Amblytropidia och familjen gräshoppor. Inga underarter finns listade i Catalogue of Life.